# Dampiro
Segundo o folclore dos Bálcãs, um Dampiro ( ou Dhampir) é um hibrído de vampiro com  humano.  Embora possuam alguns dos poderes vampíricos, algumas lendas os descrevem como caçadores natos de vampiros.

## Origem
Nos Bálcãs acredita-se que o vampiro tem grande desejo por mulheres, assim retornará para manter uma relação íntima com sua esposa ou com a mulher com quem simpatizava em vida. Na verdade, num caso registrado na Sérvia, uma viúva relatou encontrar-se grávida de seu último marido que supostamente tornou-se vampiro, existiram também casos de homens sérvios que fingiram ser vampiros a fim de encontrar a mulher desejada. No folclore búlgaro encontramos relatos de virgens defloradas com esta desculpa. Um vampiro pode também ir de uma vila para outra, casar-se e ter uma criança lá.
O dampiro é filho de um vampiro e de um humano

## Etimologia
A palavra dampiro é um aportuguesamento recente do termo eslavo dhampir, que acredita-se ser derivado do albanês "vamp", "Dham", "dhem", "dhembe" - dentes e pi, pire, beber, assim dhampir, aquele que bebe com os dentes.

## Histórico
"Os ciganos acreditavam que alguns vampiros tinham um apetite sexual insaciável e retornavam da sepultura para ter relações sexuais com a viúva ou uma jovem de sua escolha. As visitas continuadas do vampiro poderiam levar uma jovem a engravidar. O produto dessa união, geralmente do sexo masculino, era chamado dampiro. Acreditava-se que o dampiro tinha poderes inusitados para detectar e destruir vampiros — uma habilidade deveras importante. Alguns dampiros modernos, entre os ciganos da Europa oriental, vangloriavam-se de sua habilidade em localizar vampiros, que era simplesmente morto a tiros se localizado fora de sua sepultura. Alguns indivíduos, que acreditavam ser dampiros, suplementavam sua renda oferecendo-se como caçadores de vampiros. Por outro lado, o dampiro era um membro normal da comunidade de ciganos, embora algumas pessoas acreditassem que o verdadeiro dampiro possuía um corpo escorregadio, gelatinoso e que tinha vida curta — uma crença derivada do conhecimento de que vampiros não têm ossos.
Os poderes do dampiro podiam ser transferidos para a prole masculina e em última instância através de uma linhagem familiar. Conquanto as habilidades para caçar vampiros pudessem ser herdadas, não podiam ser aprendidas. Scott Baker escreveu um romance sobre os dampiros associando-os uma linhagem de dampiros no seio da família de Elisabeth Báthory."
Ainda na enciclopédia supracitada encontramos o verbete "caçadores de vampiros":
"Na maioria das sociedades que acreditavam no vampiro, o processo de detectar e destruir o vampiro era levado a cabo por um grupo informal de pessoas ameaçadas pela presença dos vampiros e em suas comunidade, mas vez por outra a tarefa foi colocada nas mãos de caçadores de vampiros especializados. Diversas culturas, especialmente as do Bálcãs do sul, nomeavam pessoas específicas para a tarefa de caçar e destruir os vampiros. O caçador de vampiros mais famoso era o dampiros, que se acreditava ser o filho físico de um vampiro e que mora entre os ciganos e os eslavos do sul. Os ciganos tinham o vampiro como criatura muito sexy que muitas vezes voltava ao seu amor para ter relações sexuais. Seu sêmen ainda era potente e vez por outra uma gravidez resultava da atividade do vampiro. A descendência masculina do vampiro, o dampiro, tinha, segundo a crença, poderes particularmente poderosos para enxergar o vampiro invisível e destruí-lo.
O dampiro poderia tornar-se um caçador de vampiros profissional, cobrando da vila pelos seus serviços. De acordo com relatos remanescentes, o dampiros começava o seu trabalho na vila informando aos que o contrataram que haveria um mau cheiro no ar. Aparecia então para tentar localizar a sua fonte. Poderia, por exemplo, tirar a camisa e olhar para a manga como se fosse um telescópio e descreveria a forma que o vampiro invisível tinha tomado. Uma vez localizado o vampiro, poderia envolver-se numa dramática luta corpo a corpo com o vampiro ou simplesmente dar-lhe um tiro. Uma vez morto, o vampiro exalava um odor nauseabundo e podia deixar uma poça de sangue no chão. Às vezes não podia ser morto, e nesse caso o dampiro tentaria enxotá-lo para uma outra vila. Entre os dampiros mais notáveis havia um chamado Murat, que operava nos anos 50, na área de Kosovo-Metohija, na Sérvia…"

## Aparências
Algumas tradições especificam sinais pelos quais a criança dampira pode ser reconhecida.
As lendas sérvias afirmam que ela tem cabeça grande e ausência de sombra.
No folclore búlgaro indicações precisas incluem: ser ‘muito sujo’, nariz torto ou mesmo sem nariz, tem corpo definido, sem unhas e ossos (esta última descrição física, peculiar é também descrita para o próprio vampiro e tem uma profunda marca atrás, como um rabo).

## Cultura Popular
- D, personagem principal da série de romances Vampire Hunter D de Hideyuki Kikuchi, é um dampiro.
- O personagem Blade da Marvel Comics é um dampiro.
- Dampiros são vistos nas séries Academia de Vampiros e Bloodlines de Richelle Mead.
- Alucard, personagem do jogo eletrônico Castlevania, é um dampiro.
- O personagem fictício do jogo eletrônico de luta Blazblue, Ragna, é um dampiro.
- Na saga Crepúsculo Amanhecer Renesmee, filha de Edward e Bella Cullen, é uma dampira.
- No anime Dance With Devils, o irmão da protagonista é um dampiro.
- A personagem principal da série de jogos e filmes BloodRayne é uma dampira.
- No anime Vampire Dormitory,  Ren Nikaido, um dos principais personagens, é um dampiro.